# Пландин, Павел Иванович
Павел Иванович Пландин (30 октября 1918, Козьмодемьянск, Марийская АССР — 5 октября 1987, Арзамас, Горьковская область) — советский промышленный инженер и руководитель предприятия.

## Биография
Павел родился в 1918 году в г. Козьмодемьянске Марийской ССР в семье художника И. М. Пландина. В 1935 году окончил Козьмодемьянскую среднюю школу, а потом, в 1940 году, Горьковский индустриальный институт имени А. А. Жданова по специальности инженер-механик, обработка металлов давлением.
В период 1935—1939 годы — нагревальщик Горьковского автозавода, затем с 1939 по 1956 годы — мастер, старший мастер, начальник цеха, главный контролёр Пермского завода № 33 Минавиапрома СССР.
C 1956 по 1958 годы — главный инженер-заместитель директора завода п. я. 50 (г. Павлово) Минавиапрома СССР.
В ноябре 1958 года назначен генеральным директором Арзамасского приборостроительного завода имени 50-летия СССР, где и работал до самой смерти (5 октября 1987 г.).
Делегат XXIV съезда КПСС. Депутат Горьковского областного Совета народных депутатов и Арзамасского городского совета.
Павел Иванович Пландин жил в Арзамасе. Он умер 5 октября 1987 года.
Был женат, сын Александр (1970 года рождения).

## Награды и звания
- Орден Ленина (1974)[3]
- Орден Октябрьской революции[3]
- Орден Красной звезды (1945)[4]
- Орден Трудового Красного Знамени (1966, 1971)[3]
- Медали[3]
- Лауреат Ленинской премии (1985)[3]
- Почётный гражданин Арзамаса (1987)[5][3]

## Память
- В Арзамасе имя Пландина присвоено Арзамасскому приборостроительному заводу и Арзамасскому приборостроительному колледжу
- В честь Пландина названа одна из улиц Арзамаса
- К 100-летию Пландина у проходной Арзамасского приборостроительного завода установлен памятник (скульптор Алексей Щитов)[6][7]